# Fehérfarkú rókarigó
A fehérfarkú rókarigó (Neocossyphus poensis)  a madarak osztályának verébalakúak (Passeriformes) rendjébe és a rigófélék (Turdidae) családjába tartozó faj.

## Rendszerezése
A fajt Hugh Edwin Strickland angol ornitológus írta le 1844-ben, a Cossypha nembe Cossypha poensis néven.

## Alfajai
- Neocossyphus poensis poensis (Strickland, 1844) - Sierra Leone, Guinea, Libéria, Elefántcsontpart, Ghána, Togo, Benin, Nigéria, Kamerun, a Kongói Köztársaság, a Közép-afrikai Köztársaság, Gabon és Egyenlítői-Guinea (szárazföldi rész és Bioko szigete is)
- Neocossyphus poensis praepectoralis (Jackson, 1906) - a Kongói Demokratikus Köztársaság, Angola nyugati része, Uganda, Kenya és Tanzánia [2]

## Előfordulása
Afrika középső részén, Angola, Benin, Elefántcsontpart, Egyenlítői-Guinea, Gabon, Ghána, Guinea, Kamerun, Kenya, a Kongói Köztársaság, a Kongói Demokratikus Köztársaság, a Közép-afrikai Köztársaság, Libéria, Nigéria, Sierra Leone, Tanzánia, Togo és Uganda területén honos. 
Természetes élőhelyei a szubtrópusi vagy trópusi síkvidéki esőerdők. Állandó, nem vonuló faj.

## Megjelenése
Testhossza 22 centiméter, testtömege 43 gramm.

## Életmódja
Főként rovarokkal táplálkozik.

## Természetvédelmi helyzete
Az elterjedési területe rendkívül nagy, egyedszáma viszont ismeretlen. A Természetvédelmi Világszövetség Vörös listáján nem fenyegetett fajként szerepel.